# ایلام ایر
شرکت هواپیمایی ایلام ایر با مرکزیت فرودگاه ایلام و با سرمایه‌ گذاری، هلدینگ سرمایه‌ گذاری فولاد یگانه سپهر حدیده یزد در حال شکل‌گیری است و امور اداری آن در حال انجام است.
این شرکت موافقت اصولی اولیه خود را در سال ۱۴۰۲ دریافت نموده‌است و هم‌اکنون با انعقاد قرارداد برای وارد کردن ۴ فروند هواپیمای امبرائر ۱۴۵  و همچنین تعدادی بوئینگ ۷۳۷ کلاسیک بزودی پروازهای خود را در مسیرهای داخلی و بین‌المللی آغاز خواهد کرد.